# اجنهالی، کوراتگر
اجنهالی، کوراتگر (به انگلیسی: Ajjenahalli, Koratagere) یک منطقهٔ مسکونی در هند است که در کارناتاکا واقع شده‌است.